# Hermética (textos)
Los Hermética son textos atribuidos a la legendaria figura helenística de Hermes Trismegisto, una combinación sincrética del dios griego Hermes y el dios egipcio Thot. Tales textos pueden variar ampliamente en términos de contenido y propósito, pero usualmente se les subdivide en dos categorías principales, los Hermética «técnicos» y los «religiosos-filosóficos».
La categoría de los Hermética «técnicos» abarca una amplia variedad de tratados sobre temas como astrología, medicina y farmacología, alquimia o magia, los más antiguos de los cuales fueron escritos en griego y pueden remontarse hasta incluso el siglo II o III a. C. Muchos de los textos que se clasifican en esta categoría fueron traducidos posteriormente al árabe y al latín, y a menudo se modificaron y ampliaron extensamente a lo largo de los siglos. Algunos de ellos, de hecho, se escribieron en árabe originalmente, si bien no es claro aún en muchos casos su estado como obras originales o traducciones. Estos textos herméticos en árabe y latín fueron ampliamente copiados a lo largo de la Edad Media (siendo la Tabla de Esmeralda el ejemplo más famoso).
Los Hermética «religiosos-filosóficos» son un conjunto relativamente coherente de tratados religiosos-filosóficos en su mayoría escritos en los siglos II y III d. C, aunque el más antiguo de ellos, las Definiciones de Hermes Trismegisto a Asclepio, puede remontarse al siglo I d. C. Se centran principalmente en la relación entre seres humanos, el cosmos y Dios (combinando de tal forma antropología filosófica, cosmología y teología). Muchos de ellos son también exhortaciones morales que predican un modo de vida (el «camino de Hermes») conducente al renacimiento espiritual y, finalmente, a la divinización en forma de ascenso celestial. Probablemente, los tratados que hacen parte de esta categoría fueron todos escritos originalmente en griego, aunque algunos de ellos solo sobreviven en traducciones al copto, armenio o latín. Durante la Edad Media, la mayoría de ellos eran asequibles exclusivamente para estudiosos bizantinos (una excepción importante es el Asclepius, que sobrevive principalmente en una traducción al latín temprano), hasta que una compilación de tratados herméticos griegos conocida como el Corpus Hermeticum fue traducida al latín por los estudiosos renacentistas Marsilio Ficino (1433–1499) y Ludovico Lazzarelli (1447–1500).
Si bien fuertemente influenciados por la filosofía griega y helenística (en particular, el platonismo y el estoicismo), y en menor medida también por ideas judáicas, muchos de los tratados herméticos griegos tempranos contienen elementos claramente egipcios, de manera más notable en su afinidad con la literatura de sabiduría tradicional egipcia. Esto solía ser objeto de muchas dudas, pero en la actualidad se admite generalmente que los Hermética como tal se originaron de hecho en el Egipto helenístico y romano, incluso si la mayor parte de los escritos herméticos posteriores (que siguieron escribiéndose al menos hasta el siglo XII d. C.) claramente no lo fueron. Incluso es posible que la mayor parte de los Hermética griegos tempranos hayan sido escritos por miembros helenizantes de la clase sacerdotal egipcia, cuya actividad intelectual se centraba en el entorno de los templos egipcios.

## Herméticatécnicos

### Griegos

#### Herméticaastrológicos griegos
Los textos más antiguos asociados con Hermes Trismegisto de los que se tiene conocimiento son una serie de obras astrológicas que pueden remontarse hasta incluso el siglo II o III a. C.:
- El Salmeschoiniaka (el «Deambular de las influencias»), quizás escrito en Alejandría en el segundo o tercer siglo a. C., trata sobre las configuraciones de las estrellas.[15]
- Los textos de Nechepsos-Petosiris son una serie de obras anónimas que datan del siglo II a. C. y que se atribuyeron falsamente al rey egipcio Necao II (610–595 a. C., que es llamado Nechepsos en los textos) y a su legendario sacerdote Petese (que es llamado en los textos Petosiris). Estos textos, de los que apenas sobreviven fragmentos, atribuyen el conocimiento astrológico que transmiten a la autoridad de Hermes.[16]
- El Arte de Eudoxo es un tratado de astronomía que se conservó en un papiro del siglo II a. C. y que menciona a Hermes como autoridad.[17]
- El Liber Hermetis («El Libro de Hermes») es una importante obra de astrología que establece los nombres de los decanos (un sistema claramente egipcio que dividía el zodíaco en 36 partes). Sobrevive solo en una traducción latina temprana (siglo IV o V d. C.),[18] pero contiene elementos que pueden remontarse al siglo II o III a. C.[19]

Otras obras herméticas griegas tempranas sobre astrología incluyen:
- El Brontologión: un tratado sobre los diversos efectos del trueno en diferentes meses.[20]
- El Peri seismōn («Sobre los terremotos»): un tratado sobre la relación entre terremotos y signos astrológicos.[21]
- El Libro de Asclepio llamado Miriogénesis: un tratado de medicina astrológica.[21]
- El Libro Sagrado de Hermes a Asclepio: un tratado sobre botánica astrológica que describe las relaciones entre varias plantas y los decanos.[22]
- Las Quince estrellas, piedras, plantas e imágenes: un tratado sobre mineralogía astrológica y botánica que trata sobre el efecto de las estrellas en los poderes farmacéuticos de minerales y plantas.[22]

#### Herméticaalquímicos griegos
A partir del siglo I a. C., se atribuyeron a Hermes Trismegisto varias obras griegas sobre alquimia. Todas permanecen perdidas actualmente, a excepción de una serie de fragmentos (uno de los más grandes se llama Isis, la profetisa de su hijo Horus) conservados en obras alquímicas posteriores que datan de los siglos II y III d. C. De particular importancia es el uso que les dio el alquimista egipcio Zósimo de Panopolis (fl. c. 300 d. C.), quien también parece haber tenido familiaridad con las Hermética religiosas-filosóficas. El nombre de Hermes se vería más firmemente asociado con la alquimia en fuentes árabes medievales (véas más adelante), de las cuales no es claro aún en qué medida fueron inspiradas en la literatura griega anterior.

#### Herméticamágicas griegas
- El Ciránides es una obra sobre magia curativa que trata de los poderes mágicos y las propiedades curativas de minerales, plantas y animales, para los cuales cita regularmente a Hermes como fuente.[23] Fue traducido de forma independiente tanto al árabe como al latín.[24]
- Los Papiros mágicos griegos son una colección moderna de papiros que datan de varios períodos entre el siglo II a. C. y el siglo V d. C. Contienen principalmente instrucciones prácticas para hechizos y encantamientos, algunos de los cuales citan a Hermes como fuente.[25]

### Arábes
Muchas obras en árabe atribuidas a Hermes Trismegisto existen todavía, si bien la gran mayoría de ellas aún no han sido publicadas ni estudiadas por académicos modernos. También por esta misma razón, no está claro con frecuencia en qué medida se basaron en fuentes griegas anteriores. La siguiente es una lista muy incompleta de obras conocidas:

#### Herméticaastrológicas árabes
Algunos de los más antiguos textos herméticos árabes de los que se tenga conocimiento tratan sobre astrología:
- El Qaḍīb al-dhahab («La vara de oro»), o el Kitāb Hirmis fī taḥwīl sinī l-mawālīd («El libro de Hermes sobre las revoluciones de los años de las natividades») es una obra astrológica árabe traducida del persa medio porʿUmar ibn al-Farrukhān al-Ṭabarī (m . 816 d. C.), quien fuera astrólogo de la corte del califa abasí al-Mansur (r. 754-775).[27]
- El Carmen astrologicum es una obra astrológica escrita originalmente por el astrólogo del siglo I d. C. Doroteo de Sidón. Está perdido en griego, pero sobrevive en una traducción árabe, que a su vez se basó en una traducción intermedia en persa medio. También fue traducido por ʿUmar ibn al-Farrukhān al-Ṭabarī. El texto árabe existente se refiere a dos Hermes y cita un libro de Hermes sobre las posiciones de los planetas.[28]
- El Kitāb Asrār an-nujūm («El libro de los secretos de las estrellas», posteriormente traducido al latín como Liber de stellis beibeniis ) es un tratado que describe las influencias de las estrellas fijas más brillantes en las características individuales. La obra en árabe se tradujo de una versión persa media que se puede mostrar data desde antes de c. 500 d. C., y que compartió una fuente con el astrólogo bizantino Retorio (fl. c. 600 d. C.).[29]
- El Kitāb ʿArḍ Miftāḥ al-Nujūm («El libro de la exposición de la clave de las estrellas») es un tratado astrológico árabe atribuido a Hermes en el que se afirma fue traducido en 743 d. C., pero que en realidad probablemente fue traducido en los círculos. de Albumasar (787–886 d. C.).[30]

#### Herméticaalquímicos árabes
- El Sirr al-khalīqa wa-ṣanʿat al-ṭabīʿa («El secreto de la creación y el arte de la naturaleza»), también conocido como Kitāb al-ʿilal («El libro de las causas») es una obra enciclopédica sobre filosofía natural falsamente atribuida a Apolonio de Tiana (c. 15-100, en árabe: Balīnūs o Balīnās).[31] Fue compilado en árabe a finales del siglo VIII o comienzos del IX,[32] pero más probablemente se basó en fuentes griegas y/o siríacas (mucho) más antiguas.[33] Contiene la versión más antigua conocida de la teoría del azufre y el mercurio de los metales (según la cual los metales están compuestos de diversas proporciones de azufre y mercurio),[34] que sentó las bases de todas las teorías sobre la composición metálica hasta el siglo XVIII.[35] En la narración enmarcada del Sirr al-khalīqa, Balīnūs les dice a sus lectores que descubrió el texto en una bóveda bajo una estatua de Hermes en Tiana, y que, dentro de la bóveda, un viejo cadáver en un trono dorado sostenía la Tabla de Esmeralda.[36] Fue traducida al latín por Hugo de Santalla en el siglo XII.[37]
- La Tabla de Esmeralda: un texto compacto y críptico atestiguado por primera vez en el Sirr al-khalīqa wa-ṣanʿat al-ṭabīʿa (finales del siglo VIII o comienzos del IX).[31] Existen varias otras versiones árabes ligeramente diferentes (entre ellas una citada en un texto atribuido a Yabir ibn Hayyan, y otra que se encuentra en la versión más larga del pseudoaristotélico Sirr al-asrār o «Secreto de los secretos»), pero todas ellas probablemente datan de un período posterior.[38] Fue traducido varias veces al latín en los siglos XII y XIII,[39] y fue ampliamente considerado por parte de alquimistas medievales y modernos tempranos como la base de su arte.[40] Isaac Newton (1642-1726) lo usaba aún como fuente de inspiración.[41]
- El Risālat al-Sirr («La Epístola del Secreto») es un tratado alquímico árabe probablemente escrito en el Egipto fatimí del siglo X.[42]
- El Risālat al-Falakiyya al-kubrā («El gran tratado de las esferas») es un tratado alquímico árabe escrito en el siglo X o XI. Tal vez inspirado en la Tabla de Esmeralda, describe el logro del conocimiento secreto por parte del autor (Hermes) a través de su ascensión de las siete esferas celestiales.[43]
- El Kitāb dhakhīrat al-Iskandar («El tesoro de Alejandro»): una obra que trata sobre alquimia, talismanes y propiedades específicas, y que cita a Hermes como su fuente última.[44]
- El Liber Hermetis de alchemia («El libro de Hermes sobre la alquimia»), también conocido como Liber dabessi o Liber rebis, es una colección de comentarios sobre la Tabla de Esmeralda. Traducido del árabe, solo existe en latín. Es esta traducción latina de la Tabla de Esmeralda en la que se basan todas las versiones posteriores.[45]

#### Herméticamágicos en árabe

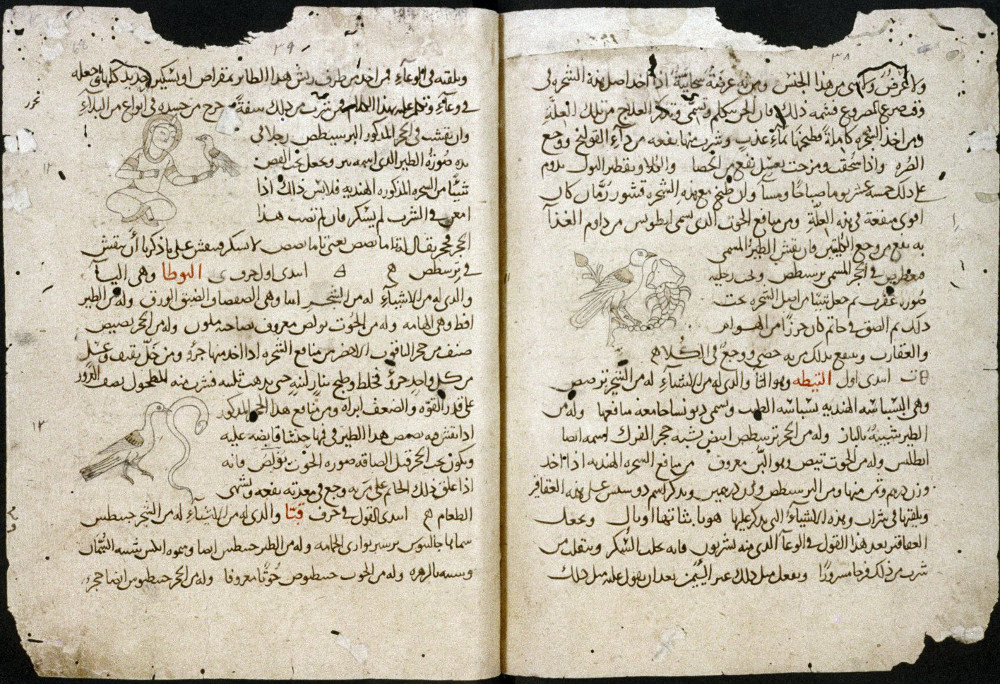
Manuscrito árabe del de los Ciránides

- Los Kitāb al-Isṭamākhīs, Kitāb al-Isṭamāṭīs, Kitāb al-Usṭuwwaṭās, Kitāb al-Madīṭīs y Kitāb al-Hādīṭūs, también conocidos como Hermética Pseudo-aristotélicos, son una serie de textos estrechamente relacionados y parcialmente superpuestos. Supuestamente escritos por Aristóteles para enseñar a su alumno Alejandro Magno los secretos de Hermes, tratan de los nombres y poderes de los espíritus planetarios, la creación de talismanes y el concepto de una «naturaleza perfecta» personal.[46] Quizás compuestos en el siglo IX,[47] extractos de ellos aparecen en el Sirr al-khalīqa wa-ṣanʿat al-ṭabīʿa de pseudo-Apolonio de Tiana («El secreto de la creación y el arte de la naturaleza», c. 750–850, véase arriba),[48] en las Epístolas de los Ijwān al-Ṣafāʾ («Las Epístolas de los hermanos de la pureza», c. 900–1000),[49] en el Ghāyat al-Ḥakīm de Maslama al-Qurṭubī' («El objetivo del sabio», 960, más conocido bajo su título en latín, Libro de Picatrix),[50] y en las obras del filósofo persa Suhrawardī (1154-1191).[51] Una de ellas fue traducida al latín en el siglo XII o XIII bajo el título de Liber Antimaquis.[52]
- Las Ciránides (o Kiránides) es una obra griega sobre magia curativa que trata de los poderes mágicos y propiedades curativas de minerales, plantas y animales, para los que cita regularmente a Hermes como fuente. Fue traducido al árabe en el siglo IX, pero en esta traducción parecen haber desaparecido todas las referencias a Hermes.[53]
- El Sharḥ Kitāb Hirmis al-Ḥakīm fī Maʿrifat Ṣifat al-Ḥayyāt wa-l-ʿAqārib («El comentario sobre el libro del sabio Hermes sobre las propiedades de las serpientes y los escorpiones»): un tratado sobre el veneno de serpientes y otros animales venenosos.[54]
- El Dāʾirat al-aḥruf al-abjadiyya («El círculo de las letras del alfabeto»): un tratado práctico sobre la magia de las letras atribuido a Hermes.[55]

## Herméticareligioso-filosóficos
Contrariamente a los Hermética «técnicos», cuya escritura comenzó en el período helenístico temprano y continuó hasta bien entrada la Edad Media, los Hermética religioso-filosóficos existentes se escribieron en su mayor parte en un período de tiempo relativamente corto, específicamente, entre c. 100 y c. 300 d. C. Regularmente asumen la forma de diálogos entre Hermes Trismegisto y sus discípulos Tat, Asclepio y Amón, y en su mayoría tratan sobre antropología filosófica, cosmología y teología. La siguiente es una lista de todas las obras conocidas en esta categoría:

### Corpus Hermeticum

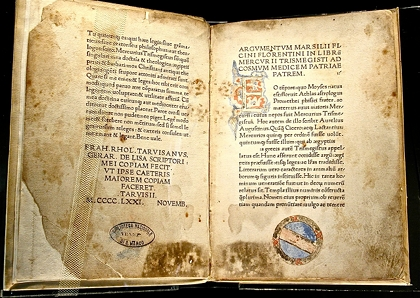
Primera edición latina del Corpus Hermeticum, traducida por Marsilio Ficino, 1471 d. C.

Sin duda, el más famoso entre los Hermetica religioso-filosóficos es el Corpus Hermeticum, una selección de diecisiete tratados en griego que fue compilado por primera vez por editores bizantinos y traducido al latín en el siglo XV por Marsilio Ficino (1433-1499) y Ludovico Lazzarelli (1447 –1500). Ficino tradujo los primeros catorce tratados (I-XIV), mientras que Lazzarelli tradujo los tres restantes (XVI-XVIII). El nombre de esta colección es un poco engañoso, en tanto contiene apenas una selección muy pequeña de textos herméticos existentes, mientras que la palabra corpus generalmente se reserva para la totalidad de escritos existentes relacionados con algún autor o tema. Sus tratados individuales habían sido citados por muchos autores tempranos a partir de los siglos II y III, pero la compilación como tal se atestigua por primera vez solamente en los escritos del filósofo bizantino Miguel Psellos (c. 1017-1078).
El más conocido entre los tratados incluidos en esta compilación es el de apertura, que se titula Poimandres. Con todo, hasta al menos el siglo XIX, este nombre (bajo varias formas, tales como Pimander o Pymander) también se usaba comúnmente para referirse a la compilación en su conjunto.
En 1462, Ficino estaba trabajando en una traducción al latín de las obras completas de Platón para su mecenas Cosme de Médici, pero cuando se hizo disponible un manuscrito del Corpus Hermeticum, inmediatamente interrumpió su trabajo en Platón para empezar a traducir las obras de Hermes, que se creía eran mucho más antiguas y, por lo tanto, de mucho mayor autoridad que las de Platón. Esta traducción brindó un ímpetu seminal para el desarrollo del pensamiento y la cultura renacentista y tuvo un profundo impacto en el florecimiento de la alquimia y la magia en la Europa moderna temprana, además de influir en filósofos como el alumno de Ficino, Pico della Mirandola (1463-1494), Giordano Bruno (1548–1600), Francesco Patrizi (1529–1597), Robert Fludd (1574–1637) y muchos otros.

### Asclepio
El Asclepio (también conocido como el Discurso perfecto, del griego Logos teleios) sobrevive principalmente en una traducción latina, aunque también se conservan algunos fragmentos en griego y copto. Es el único tratado hermético perteneciente a la categoría religioso-filosófica que estuvo disponible para lectores del latín a lo largo de la Edad Media.

### Definiciones de Hermes Trismegisto a Asclepio
Las Definiciones de Hermes Trismegisto a Asclepio es una colección de aforismos que se ha conservado principalmente en una traducción armenia del siglo VI d. C., pero que probablemente se remonta al siglo I d. C. El argumento principal para que se date tan temprano tiene que ver con el hecho de que algunos de sus aforismos son citados en múltiples obras herméticas en griego independientes. Según Jean-Pierre Mahé, tales aforismos contienen el núcleo de las enseñanzas que aparecen en los Hermética religioso-filosóficos en griego posteriores.

### Extractos estobeanos
En la Macedonia del siglo V, Estobeo o «Juan de Stobi» compiló una gran Antología de literatura poética, retórica, histórica y filosófica en griego para educar a su hijo Septimio. Si bien epitomizado por copistas bizantinos posteriores, sigue siendo con todo un tesoro de información sobre filosofía y literatura antiguas que, de lo contrario, se habría perdido por completo. Entre los extractos de la literatura filosófica antigua preservados por Estobeo también se encuentra un número importante de discursos y diálogos atribuidos a Hermes. Si bien en su mayoría tienen que ver con los tratados religioso-filosóficos como los encontrados en el Corpus Hermeticum, también contienen algún material que es de naturaleza más bien más «técnica». Tal vez el más famoso de los extractos de Estobeo, así como el más largo, sea el Korē kosmou («La hija del cosmos» o «La pupila [del ojo] del cosmos»).
Los extractos herméticos aparecen en los siguientes capítulos de la Antología de Estobeo (que está organizada temáticamente y contiene en los mismos capítulos muchos extractos y doctrinas atribuidas a otros):
- En el capítulo «Dios es artesano de las cosas existentes e impregna el universo con su designio de la providencia»: 1.1.29a
- En el capítulo «Sobre la justicia, castigadora de errores, dispuesta junto a Dios para supervisar las acciones humanas en la tierra»: 1.3.52
- En el capítulo «Sobre la necesidad (divina), por la cual las cosas planeadas por Dios inevitablemente ocurren»: 1.4.7b, 1.4.8
- En el capítulo «Sobre el destino y el buen orden de los eventos»: 1.5.14, 1.5.16, 1.5.20
- En el capítulo «Sobre la naturaleza y las divisiones del tiempo y la extensión de su causación»: 1.8.41
- En el capítulo «Sobre la materia»: 1.11.2
- En el capítulo «Sobre el Cosmos: Si tiene alma, si es administrado por la providencia, la ubicación de su facultad de gobierno y su fuente de alimentación»: 1.21.9
- En el capítulo «De la naturaleza y sus causas derivadas»: 1.41.1, 1.41.4, 1.41.6, 1.41.7, 1.41.8, 1.41.11
- En el capítulo «Cómo se transmiten las semejanzas de los padres y los antepasados»: 1.42.7
- En el capítulo «Sobre el alma»: 1.49.3, 1.49.4, 1.49.5, 1.49.6, 1.49.44 (= extracto del Korē Kosmou ), 1.49.45, 1.49.46, 1.49.47
- En el capítulo «Sobre los Intérpretes de Asuntos Divinos y Cómo la Verdad sobre la Esencia de las Realidades Inteligibles es Incomprensible para los Seres Humanos»: 2.1.26
- En el capítulo «Sobre lo que está en nuestro poder» («Libre albedrío»): 2.8.31
- En el capítulo «Sobre la verdad»: 3.11.31
- En el capítulo «Sobre el discurso audaz»: 3.13.65

### Hermes entre los hallazgos de Nag Hammadi
Entre los tratados en copto que se encontraron en 1945 en la aldea de Nag Hammadi, en el Alto Egipto, también hay tres tratados atribuidos a Hermes Trismegisto. Como con los demás documentos encontrados en Nag Hammadi, estos fueron traducidos del griego. Consisten en algunos fragmentos del Asclepio (VI,8; conservados principalmente en latín, véase atrás), La Oración de Acción de Gracias (VI,7) con una nota de un escriba (VI,7a), y un importante texto nuevo llamado Discurso sobre la Ogóada y la Enéada (VI,6).

### Fragmentos de Oxford y Viena
Los Hermética de Oxford consisten en una serie de fragmentos cortos de algunas obras herméticas por lo demás desconocidas. Los fragmentos se preservan en las páginas 79–82 del Codex Clarkianus gr. II, un manuscrito del siglo XIII o XIV que se encuentra en la Biblioteca Bodleiana de Oxford. Los textos, extraídos de materiales muchos más antiguos, tratan sobre el alma, los sentidos, las leyes, psicología y embriología.
Los Hermética de Viena consisten en cuatro fragmentos breves de lo que una vez fue una colección de diez tratados herméticos, uno de los cuales se titulaba De las energías. Los fragmentos se preservan en el reverso de dos papiros, P. Graec. Vindob. 29546 anverso y 29828 anverso, ahora ubicados en Viena. Los anversos de los papiros contienen fragmentos de Janes y Jambres, un romance judío.

### Libro del reproche del alma
Escrito en árabe y probablemente remontándose al siglo XII, el Kitāb fi zajr al-nafs («El libro del reproche del alma») es uno de los pocos tratados herméticos posteriores que pertenecen a la categoría de escritos religioso-filosóficos.

## Fragmentos y testimonios
Fragmentos de obras herméticas por lo demás perdidas han sobrevivido gracias a que son citados por parte de varios escritores históricos. La siguiente es una lista de autores en cuyas obras tales fragmentos literales se han preservado:
- Tertuliano, en Sobre el alma y Contra los valentinianos
- Cipriano (o Pseudo-Cipriano), en Quod idola dii non sint (Los ídolos no son dioses)
- Lactancio, en Instituciones Divinas y Epítome de las Instituciones Divinas
- Jámblico, en De los misterios y Comentario sobre el Timeo de Platón
- Zósimo de Panópolis, en De la letra Omega
- Efrén de Siria, en Refutaciones en Prosa
- Cirilo de Alejandría, en Contra Juliano
- Marcelo de Ancira, en De la Santa Iglesia
- Juan Lido, en De los meses
- Gregorio Nacianceno, en Oración
- Dídimo de Alejandría, en Comentario sobre Eclesiastés y Comentario sobre los Salmos
- Cayo Julio Romano, citado por Carisio en El arte de la gramática
- Agustín de Hipona, en La Ciudad de Dios 8.23–26
- Quodvultdeus, en Contra las cinco herejías
- Ibn Umayl, en El agua plateada y la tierra estrellada [75]
- Miguel Psellos, en Opúsculo
- Alberto Magno, en Libro de los minerales, Del intelecto y lo inteligible, y Comentario sobre Juan
- Nicolás de Cusa, en De la docta ignorancia

Además de fragmentos literales de obras herméticas, también se han preservado testimonios en relación con las ideas de Hermes (probablemente derivados de obras herméticas pero no citadas literalmente) en las obras de varios escritores históricos:
- Artapano
- Cicerón
- Manilio
- Trasilo
- Doroteo de Sidón
- Filón de Biblos
- Atenágoras de Atenas
- Hipólito de Roma, en Refutación de todas las herejías
- Pseudo-Manetón
- Arnobio de Sicca
- Jámblico
- Mario Victorino
- el emperador Juliano el Apóstata
- Amiano Marcelino
- Filastrio
- Agustín de Hipona
- Hermias
- Cirilo de Alejandría
- Juan Crisóstomo
- Isidoro de Sevilla
- Juan Damasceno (?), en Pasión de Artemio
- Al-Kindi
- Albumasar
- Ibn al-Nadim
- al-Mubashshir ibn Fātik
- Miguel Psello
- Alberto Magno
- Nicolás de Cusa

## Historia de estudios sobre losHermética
Durante el Renacimiento, todavía se creía en general que todos los textos atribuidos a Hermes Trismegistus eran de origen egipcio antiguo (es decir, que databan de antes de los tiempos de Moisés, o incluso de antes del diluvio bíblico). A comienzos del siglo XVII, el académico clásico Isaac Casaubon (1559-1614) demostró que algunos de los textos en griego usaban un vocabulario demasiado reciente y por tanto debían datar más bien del período helenístico tardío o cristiano temprano. Tal conclusión fue reafirmada a comienzos del siglo XX gracias a la obra de académicos como C. H. Dodd. Investigaciones más recientes, si bien reafirman la fecha de los tratados más antiguos en griego hacia el período de fermento cultural sincrético en el Egipto helenístico y romano, sugieren mayor continuidad con la cultura del antiguo Egipto de lo que se creía previamente. Los tratados herméticos en griego más antiguos contienen muchos paralelos con profecías e himnos a los dioses egipcios, y se pueden hallar comparaciones cercanas con la literatura sapiencial egipcia, que (como muchos de los hermética en griego más antiguos) eran expresadas característicamente en palabras de consejo de un «padre» a un «hijo». También se ha mostrado que algunos papiros en demótico (egipcio tardío) contienen secciones sustanciales de un diálogo de tipo hermético entre Thot y un discípulo.
A diferencia de los Hermética religioso-filosóficos en griego tempranos, que han sido estudiados desde una perspectiva académica desde comienzos del siglo XVII, los Hermética «técnicos» (tanto los tratados más antiguos en griego como las obras en árabes y latín posteriores) permanecen en gran parte inexploradas por los estudios modernos.

### Traducciones al inglés de textos herméticos
Algunas piezas de los Hermética han sido traducidas al inglés varias veces por herméticos modernos. Sin embargo, la siguiente lista se limita estrictamente a traducciones académicas:
- Brashler, James; Dirkse, Peter A.; Parrott, Douglas M. (1990). «The Discourse on the Eighth and Ninth VI,6».  En Robinson, James M., ed. The Nag Hammadi Library in English (3rd edición). New York: HarperCollins. pp. 321-327. ISBN 978-0060669355.
- Brashler, James; Dirkse, Peter A.; Parrott, Douglas M. (1990). «Prayer of Thanksgiving (VI,7) and Scribal Note (VI,7a)».  En Robinson, James M., ed. The Nag Hammadi Library in English (3rd edición). New York: HarperCollins. pp. 328-329. ISBN 978-0060669355.
- Brashler, James; Dirkse, Peter A.; Parrott, Douglas M. (1990). «Asclepius 21–29 VI,8».  En Robinson, James M., ed. The Nag Hammadi Library in English (3rd edición). New York: HarperCollins. pp. 330-338. ISBN 978-0060669355.
- Copenhaver, Brian P. (1992). Hermetica: The Greek Corpus Hermeticum and the Latin Asclepius in a New English Translation, with Notes and Introduction. Cambridge: Cambridge University Press. ISBN 0-521-42543-3.
- Litwa, M. David, ed. (2018). Hermetica II: The Excerpts of Stobaeus, Papyrus Fragments, and Ancient Testimonies in an English Translation with Notes and Introductions. Cambridge: Cambridge University Press. ISBN 978-1-107-18253-0. doi:10.1017/9781316856567.
- Mahé, Jean-Pierre (1999). «The Definitions of Hermes Trismegistus to Asclepius».  En Salaman, Clement; van Oyen, Jean-Pierre, eds. The Way of Hermes. London: Duckworth Books. pp. 99-122. ISBN 9780892811861. |editor-last1= y |editor= redundantes (ayuda)
- Scott, Walter (1924–1936). Hermetica: The Ancient Greek and Latin Writings Which Contain Religious or Philosophic Teachings Ascribed to Hermes Trismegistus. I–IV. Oxford: Clarendon Press. OCLC 601704008. (older edition and translation of the Corpus Hermeticum, the Asclepius, the Stobaean excerpts, and various testimonia; vol. IV [pp. 277–352] also contains an English translation of Bardenhewer's Latin translation of the Arabic Kitāb fi zajr al-nafs or "Book of the Rebuke of the Soul")
- Stapleton, Henry E.; Lewis, G. L.; Taylor, F. Sherwood (1949). «The sayings of Hermes quoted in the Māʾ al-waraqī of Ibn Umail». Ambix 3 (3–4): 69-90. doi:10.1179/amb.1949.3.3-4.69. (contains Hermetic fragments with, a.o., a commentary on the Emerald Tablet)
- Waegeman, Maryse (1987). Amulet and Alphabet: Magical Amulets in the First Book of Cyranides. Amsterdam: J. C. Gieben. ISBN 90-70265-80-X. OCLC 17009220.

### Literatura secundaria
- Bausani, Alessandro (1983). «Il Kitāb ʿArḍ Miftāḥ al-Nujūm attribuito a Hermes: Prima traduzione araba di un testo astrologico?». Atti della Accademia Nazionale dei Lincei. Memorie. Classe di Scienze Morali, Storiche e Filologiche. 8/27 (2): 84-140. OCLC 718412090.
- Bausani, Alessandro (1986). «Il Kitāb ʿArḍ Miftāḥ al-Nujūm attribuito a Hermes». Actas do XI Congresso da UEAI (Evora 1982): 371ff.
- Bull, Christian H. (2018). The Tradition of Hermes Trismegistus: The Egyptian Priestly Figure as a Teacher of Hellenized Wisdom. Religions in the Graeco-Roman World: 186. Leiden: Brill. ISBN 978-90-04-37084-5. doi:10.1163/9789004370845.
- Dodd, Charles H. (1935). The Bible and the Greeks. London: Hodder & Stoughton. OCLC 362655.
- Ebeling, Florian (2007). The Secret History of Hermes Trismegistus: Hermeticism from Ancient to Modern Times. Ithaca: Cornell University Press. ISBN 978-0-8014-4546-0.
- Festugière, André-Jean (1944–1954). La Révélation d'Hermès Trismégiste. I-IV. Paris: Gabalda. ISBN 9782251326740.
- Festugière, André-Jean (1967). Hermétisme et mystique païenne. Paris: Aubier Montaigne. ISBN 978-2700735529.
- Fowden, Garth (1986). The Egyptian Hermes: a Historical Approach to the Late Pagan Mind. Cambridge University Press. ISBN 0-521-32583-8. OCLC 13333446.
- Hanegraaff, Wouter J. (2006). «Lazzarelli, Lodovico».  En Hanegraaff, Wouter J., ed. Dictionary of Gnosis and Western Esotericism. Leiden: Brill. pp. 679-683. ISBN 9789004152311.
- Jasnow, Richard; Zauzich, Karl-Theodor (1998). «A Book of Thoth?».  En Eyre, Christopher, ed. Proceedings of the Seventh International Congress of Egyptologists, Cambridge, 3-9 September 1995. Leuven: Peeters. ISBN 978-90-429-0014-1.
- Jasnow, Richard (2016), «Between Two Waters: The Book of Thoth and the Problem of Greco-Egyptian Interaction»,  en Rutherford, Ian, ed., Greco-Egyptian Interactions, Oxford: Oxford University Press, pp. 317-356, ISBN 978-0-19-965612-7, doi:10.1093/acprof:oso/9780199656127.003.0013.
- Kraus, Paul (1942–1943). Jâbir ibn Hayyân: Contribution à l'histoire des idées scientifiques dans l'Islam. I. Le corpus des écrits jâbiriens. II. Jâbir et la science grecque. Cairo: Institut Français d'Archéologie Orientale. ISBN 9783487091150. OCLC 468740510. (vol. II, pp. 270–303 about pseudo-Apollonius of Tyana's Sirr al-khalīqa or "The Secret of Creation")
- Kunitzsch, Paul (2004). «Origin and History of Liber de stellis beibeniis».  En Lucentini, P.; Parri, eds. La tradizione ermetica dal mondo tardo-antico all'umanesimo. Atti del Convegno internazionale di studi, Napoli, 20–24 novembre 2001 [Hermetism from Late Antiquity to Humanism]. Instrumenta Patristica et Mediaevalia, 40 40. Turnhout: Brepols. pp. 449-460. ISBN 978-2-503-51616-5. doi:10.1484/m.ipm-eb.5.112150.
- Lucentini, P.; Parri, eds. (2004). La tradizione ermetica dal mondo tardo-antico all'umanesimo. Atti del Convegno internazionale di studi, Napoli, 20–24 novembre 2001 [Hermetism from Late Antiquity to Humanism]. Instrumenta Patristica et Mediaevalia, 40 (en italiano) 40. Turnhout: Brepols. ISBN 978-2-503-51616-5. doi:10.1484/m.ipm-eb.5.112150.
- Mahé, Jean-Pierre (1978–1982). Hermès en Haute-Egypte. I–II. Quebec: Presses de l'Université Laval. ISBN 9780774668170.
- Mahé, Jean-Pierre (1996). «Preliminary Remarks on the Demotic "Book of Thoth" and the Greek Hermetica». Vigiliae Christianae 50 (4): 353-363. doi:10.2307/1584313.
- Newman, William R. (2019). Newton the Alchemist: Science, Enigma, and the Quest for Nature's Secret Fire. Princeton: Princeton University Press. ISBN 9780691174877.
- Norris, John (2006). «The Mineral Exhalation Theory of Metallogenesis in Pre-Modern Mineral Science». Ambix 53 (1): 43-65. doi:10.1179/174582306X93183.
- Pearson, Birger A. (1981), «Jewish elements in Corpus Hermeticum I»,  en Vermaseren, M. J.; van den Broek, Roel B., eds., Studies in Gnosticism and Hellenistic Religions Presented to Gilles Quispel on the Occasion of his 65th Birthday, Brill, pp. 336-348, ISBN 978-90-04-06376-1, doi:10.1163/9789004295698_020.
- Plessner, Martin (1954). «Hermes Trismegistus and Arab Science». Studia Islamica 2 (2): 45-59. doi:10.2307/1595141.
- Principe, Lawrence M. (2013). The Secrets of Alchemy. Chicago: The University of Chicago Press. ISBN 978-0226103792.
- Raggetti, Lucia (2021). «The Treasure of Alexander – Stories of Discovery and Authorship».  En Brinkmann, Stefanie; Ciotti, Giovanni; Valente, eds. Education Materialised: Reconstructing Teaching and Learning Contexts through Manuscripts. Studies in Manuscript Cultures 23. Berlin: De Gruyter. pp. 279-314. doi:10.1515/9783110741124-015.
- Robinson, James M. (1990). The Nag Hammadi Library in English. 3th, revised edition. New York: HarperCollins. ISBN 978-0060669355.
- Ruska, Julius (1926). Tabula Smaragdina. Ein Beitrag zur Geschichte der hermetischen Literatur. Heidelberg: Winter. OCLC 6751465.
- Saif, Liana (2021). «A Preliminary Study of the Pseudo-Aristotelian Hermetica: Texts, Context, and Doctrines». Al-ʿUṣūr al-Wusṭā 29 (1): 20-80. doi:10.52214/uw.v29i1.8895.
- Van Bladel, Kevin (2009). The Arabic Hermes: From Pagan Sage to Prophet of Science. Oxford: Oxford University Press. ISBN 978-0-19-537613-5. doi:10.1093/acprof:oso/9780195376135.001.0001.
- Vereno, Ingolf (1992). Studien zum ältesten alchemistischen Schrifttum. Auf der Grundlage zweier erstmals edierter arabischer Hermetica. Islamkundliche Untersuchungen, band 155. Berlin: Klaus Schwarz Verlag. ISBN 978-3879972067.
- Weisser, Ursula (1980). Das "Buch über das Geheimnis der Schöpfung" von Pseudo-Apollonios von Tyana. Berlin: De Gruyter. ISBN 978-3-11-086693-3. doi:10.1515/9783110866933.

### Ediciones de textos herméticos

#### En griego
- Kaimakis, Dimitris (1976). Die Kyraniden. Meisenheim am Glan: Hain. ISBN 9783445013347. (Texto griego de las Ciránides)
- Mahé, Jean-Pierre (1984). «Fragments hermétiques dans les papyri Vindobonenses graecae 29456r et 29828r».  En Lucchesi, Enzo; Saffrey, Henri Dominique, eds. Mémorial André-Jean Festugière: Antiquité païenne et chrétienne. Geneva: Cramer. pp. 51-64. OCLC 610335292. (Fragmentos de Viena fragments)
- Nock, Arthur Darby; Festugière, André-Jean (1945–1954). Corpus Hermeticum. I–IV. Paris: Les Belles Lettres. ISBN 9782251001371. (Texto griego del Corpus Hermeticum y de los fragmentos estobeos, varios fragmentos and testimonios)
- Paramelle, Joseph; Mahé, Jean-Pierre (1991). «Extraits hermétiques inédits dans un manuscrit d'Oxford». Revue des Études Grecques 104 (495/496): 109-139. doi:10.3406/reg.1991.2504. (Oxford fragments)

#### En armenio
- Mahé, Jean-Pierre (1978–1982). Hermès en Haute-Egypte. I–II. Quebec: Presses de l'Université Laval. ISBN 9780774668170. (Contiene texto en armenio de las Definiciones de Hermes Trismegisto a Asclepio)

#### En árabe
- Badawi, Abdurrahman (1947). al-Insāniyya wa-l-wujūdiyya fī l-fikr al-'Arabī. Beirut: Dār al-Qalam. OCLC 163528808. (pp. 179–183 contiene un pequeño fragmento del Kitāb al-Isṭamākhīs)
- Badawi, Abdurrahman (1955). al-Aflāṭūniyyah al-muḥdatha ʿinda al-ʿarab. Dirāsāt islāmiyya, 19. Cairo: Maktabat al-nahḍa al-miṣriyya. OCLC 976547332. (pp. 53–116 contiene una edición del Kitāb fi zajr al-nafs)
- Bardenhewer, Otto (1873). Hermetis Trismegisti qui apud Arabes fertur De castigatione animae libellum. Bonn: Marcus. (Texto en árabe del Kitāb fi zajr al-nafs con una traducción al latín de Bardenhewer)
- Bonmariage, Cécile; Moureau, Sébastien (2016). Le Cercle des lettres de l'alphabet (Dā'irat al-aḥruf al-abjadiyya): Un traité pratique de magie des lettres attribué à Hermès. Leiden: Brill. ISBN 978-90-04-31584-6. doi:10.1163/9789004321540_001. (Texto en árabe y traducción al francés)
- Kunitzsch, Paul (2001). «Liber de stellis beibeniis».  En Bos, Gerrit; Burnett, Charles; Lucentini, eds. Hermetis Trismegisti Astrologica et Divinatoria. Corpus Christianorum, CXLIV. Hermes Latinus, IV.IV. Turnhout: Brepols. pp. 7-81. ISBN 978-2-503-04447-7. (Texto en árabe y latín del Liber de stellis beibeniis)
- Turāb ʿAlī, M.; Stapleton, H. E.; Hidāyat Ḥusain, M. (1933). «Three Arabic Treatises on Alchemy by Muḥammad bin Umail (10th century A.D.)». Memoirs of the Asiatic Society of Bengal 12 (1): 1-213. OCLC 29062383. (contiene fragmentos Herméticos con un comentario sobre la Tabla de Esmeralda; traducida en Stapleton, Lewis y Taylor, 1949)
- Toral-Niehoff, Isabel (2004). Kitab Giranis. Die arabische Übersetzung der ersten Kyranis des Hermes Trismegistos und die griechischen Parallelen. München: Herbert Utz. ISBN 3-8316-0413-4. (Traducción al árabe del primer libro de los Ciránides)
- Ullmann, Manfred (1994). Das Schlangenbuch des Hermes Trismegistos. Wiesbaden: Harrassowitz. ISBN 978-3447035231. (Texto en árabe del Libro del Sabio Hermes sobre las Propiedades de Serpientes y Escorpiones)
- Ullmann, Manfred (2020). «Die arabischen Fragmente der Bücher II bis IV der Kyraniden». Studia graeco-arabica 10: 49-58. (Traducción al árabe de fragmentos de los libros 2–4 de los Ciránides)
- Weisser, Ursula (1979). Buch über das Geheimnis der Schöpfung und die Darstellung der Natur (Buch der Ursachen) von Pseudo-Apollonios von Tyana. Sources and Studies in the History of Arabic-Islamic Science. Aleppo: Institute for the History of Arabic Science. OCLC 13597803. (Texto en árabe del Sirr al-khalīqa, incluyendo una versión de la Tabla de Esmeralda)

#### En latín
- Burnett, Charles (2001). «Aristoteles/Hermes: Liber Antimaquis».  En Bos, Gerrit; Burnett, Charles; Lucentini, eds. Hermetis Trismegisti Astrologica et Divinatoria. Corpus Christianorum, CXLIV. Hermes Latinus, IV.IV. Turnhout: Brepols. pp. 177-221. ISBN 978-2-503-04447-7. (Texto en latín del Liber Antimaquis, una traducción del Kitāb al-Isṭamākhīs)
- Delatte, Louis (1942). Textes latins et vieux français relatifs aux Cyranides. Paris: Droz. OCLC 901714095. (Traducción al latín de los Ciránides)
- Hudry, Françoise (1997–1999). «Le De secretis nature du Ps. Apollonius de Tyane, traduction latine par Hugues de Santalla du Kitæb sirr al-halîqa». Chrysopoeia 6: 1-154. (Traducción al latín del Sirr al-khalīqa, incluyendo una versión de la Tabla de Esmeralda)
- Kunitzsch, Paul (2001). «Liber de stellis beibeniis».  En Bos, Gerrit; Burnett, Charles; Lucentini, eds. Hermetis Trismegisti Astrologica et Divinatoria. Corpus Christianorum, CXLIV. Hermes Latinus, IV.IV. Turnhout: Brepols. pp. 7-81. ISBN 978-2-503-04447-7. (Texto en áraba y latín del Liber de stellis beibeniis)
- Nock, Arthur Darby; Festugière, André-Jean (1945–1954). Corpus Hermeticum. I–IV. Paris: Les Belles Lettres. ISBN 9782251001371. (Text en latín del Asclepius)
- Steele, Robert (1920). Secretum secretorum cum glossis et notulis. Opera hactenus inedita Rogeri Baconi, vol. V. Oxford: Clarendon Press. OCLC 493365693. (Traducción al latín del Sirr al-asrār; pp. 115–117 contiene una versión de la Tabla de Esmeralda)
- Steele, Robert; Singer, Dorothea Waley (1928). «The Emerald Table». Proceedings of the Royal Society of Medicine 21 (3): 41-57/485-501. PMC 2101974. PMID 19986273. doi:10.1177/003591572802100361. (Contiene una traducción al latín de la Tabla de Esmeralda como ocurre en el Liber dabessi)